# Matteo Botteri
Pour les articles homonymes, voir Botteri.
Matteo Botteri est un collectionneur et un ornithologue croate, né le 7 septembre 1808 à Hvar et mort le 3 juillet 1877.

## Biographie
En 1854, Matteo Botteri se rend au Mexique pour récolter des plantes pour le compte de la Royal Horticultural Society. Il s'installe à Orizaba où il devient professeur de langues et d'histoire naturelle au collège de la ville.
Le bruant de Botteri, Aimophila botterii, que Botteri a découvert au Mexique en 1857 lui a été dédié.

### Sources
- Traduction de l'article de Wikipédia en anglais (16 décembre 2005).